# 1029
| Calendário gregoriano                                                        | 1029 MXXIX                                           |
| Ab urbe condita                                                              | 1782                                                 |
| Calendário arménio                                                           | 478 – 479                                            |
| Calendário bahá'í                                                            | -815 – -814                                          |
| Calendário budista                                                           | 1573                                                 |
| Calendário chinês                                                            | 3725 – 3726 Início a 19 de janeiro (aproximadamente) |
| Calendário copta                                                             | 745 – 746                                            |
| Calendário etíope                                                            | 1021 – 1022                                          |
| Calendários hindus - Vikram Samvat - Calendário nacional indiano - Cáli Iuga | 1084 – 1085 950 – 951 4129 – 4130                    |
| Calendário Holoceno                                                          | 11029                                                |
| Calendário islâmico                                                          | 420 – 421                                            |
| Calendário judaico                                                           | 4789 – 4790                                          |
| Calendário persa                                                             | 407 – 408                                            |
| Calendário rúnico                                                            | 1279                                                 |
| Calendário solar tailandês                                                   | 1572                                                 |

1029 (MXXIX, na numeração romana) foi um ano comum do século XI do Calendário Juliano, da Era de Cristo, e a sua letra dominical foi E (52 semanas), teve início a uma quarta-feira, terminou também a uma quarta-feira.
No território que viria a ser o reino de Portugal estava em vigor a Era de César que já contava 1067 anos.
| Ano completo                        |
| ----------------------------------- |
| Ano comum com início à quarta-feira |

## Eventos
- Sancho III, rei de Navarra torna-se rei de Castela através do seu casamento com a herdeira Munia Maior de Castela.

## Nascimentos
- Edite de Wessex, Rainha Consorte de Inglaterra entre 1045 e 1066 (n. 1075).